# ABN AMRO World Tennis Tournament 2009
ABN AMRO World Tennis Tournament 2009 — тенісний турнір, що проходив на кортах з твердим покриттям у місті Роттердам, Нідерланди з 9 лютого . Належав до категорії ATP World Tour 500, був турніром серії Rotterdam Open 2009 року.

## Фінальна частина

### Одиночний розряд
Енді Маррей —  Рафаель Надаль 6–3, 4–6, 6–0

### Парний розряд
Деніел Нестор /  Ненад Зімоньїч —  Лукаш Длоуги /  Леандер Паес 6–2, 7–5